# Hypselodoris
Hypselodoris es un género de moluscos nudibranquios de la familia Chromodorididae (babosas de mar).

## Especies
El Registro Mundial de Especies Marinas acepta las siguientes especies válidas en el género Hyselodoris:
- Hypselodoris alaini Ortea, Espinosa & Buske, 2013
- Hypselodoris alboterminata  Gosliner & Johnson, 1999
- Hypselodoris andersoni  Bertsch & Gosliner 1989
- Hypselodoris apolegma (Yonow, 2001)
- Hypselodoris babai  Gosliner & Behrens, 2000
- Hypselodoris bennetti (Angas, 1864)
- Hypselodoris bertschi  Gosliner & Johnson, 1999
- Hypselodoris bollandi  Gosliner & Johnson, 1999
- Hypselodoris bullockii (Collingwood, 1881)
- Hypselodoris capensis (Barnard, 1927)
- Hypselodoris carnea (Bergh, 1889)
- Hypselodoris cuis Er. Marcus, 1965
- Hypselodoris dollfusi  (Pruvot-Fol, 1933)
- Hypselodoris emma  Rudman, 1977
- Hypselodoris festiva A. Adams, 1861
- Hypselodoris flavomarginata Rudman, 1995
- Hypselodoris fortunensis Ortea, Espinosa & Buske, 2013
- Hypselodoris fregona Ortea & Caballer, 2013
- Hypselodoris fucata  Gosliner & Johnson, 1999
- Hypselodoris ghardaqana (Gohar & Aboul-Ela, 1957)
- Hypselodoris iacula Gosliner & Johnson, 1999
- Hypselodoris imperialis (Pease, 1860)
- Hypselodoris infucata (Ruppell & Leuckart, 1828)
- Hypselodoris insulana  Gosliner & Johnson, 1999
- Hypselodoris jacksoni  Wilson & Willan, 2007
- Hypselodoris kaname  Baba, 1994
- Hypselodoris kanga  Rudman, 1977
- Hypselodoris katherythros Yonow, 2001
- Hypselodoris kayae Young, 1967
- Hypselodoris krakatoa  Gosliner & Johnson, 1999
- Hypselodoris lacteola  Rudman, 1995
- Hypselodoris lalique Ortea & Caballer, 2013
- Hypselodoris maculosa  (Pease, 1871)
- Hypselodoris maridadilus Rudman, 1977
- Hypselodoris maritima  (Baba, 1949)
- Hypselodoris mouaci (Risbec, 1930)
- Hypselodoris nigrolineata  (Eliot, 1904)
- Hypselodoris nigrostriata (Eliot, 1904)
- Hypselodoris obscura Stimpson, 1855
- Hypselodoris paulinae  Gosliner & Johnson, 1999
- Hypselodoris peasei (Bergh, 1860)
- Hypselodoris pinna Ortea, 1988
- Hypselodoris placida  (Baba, 1949)
- Hypselodoris pulchella (Rüppell & Leuckart, 1828)
- Hypselodoris purpureomaculosa Hamatani, 1995
- Hypselodoris regina  Marcus & Marcus, 1970
- Hypselodoris reidi  Gosliner & Johnson, 1999
- Hypselodoris rosans (Bergh, 1889)
- Hypselodoris rudmani  Gosliner & Johnson, 1999
- Hypselodoris sagamiensis  (Baba, 1949)
- Hypselodoris saintvincentia Burn, 1962
- Hypselodoris samueli Caballer & Ortea, 2012
- Hypselodoris shimodaensis Baba, 1994
- Hypselodoris tryoni (Garrett, 1873)
- Hypselodoris violabranchia  Gosliner & Johnson, 1999
- Hypselodoris whitei (Adams & Reeve, 1850)
- Hypselodoris zebrina  (Alder & Hancock, 1864)
- Hypselodoris zephryra Gosliner & Johnson, 1999
- Hypselodoris picturata   (Ehrenberg, 1831) (nomen dubium)

## Galería

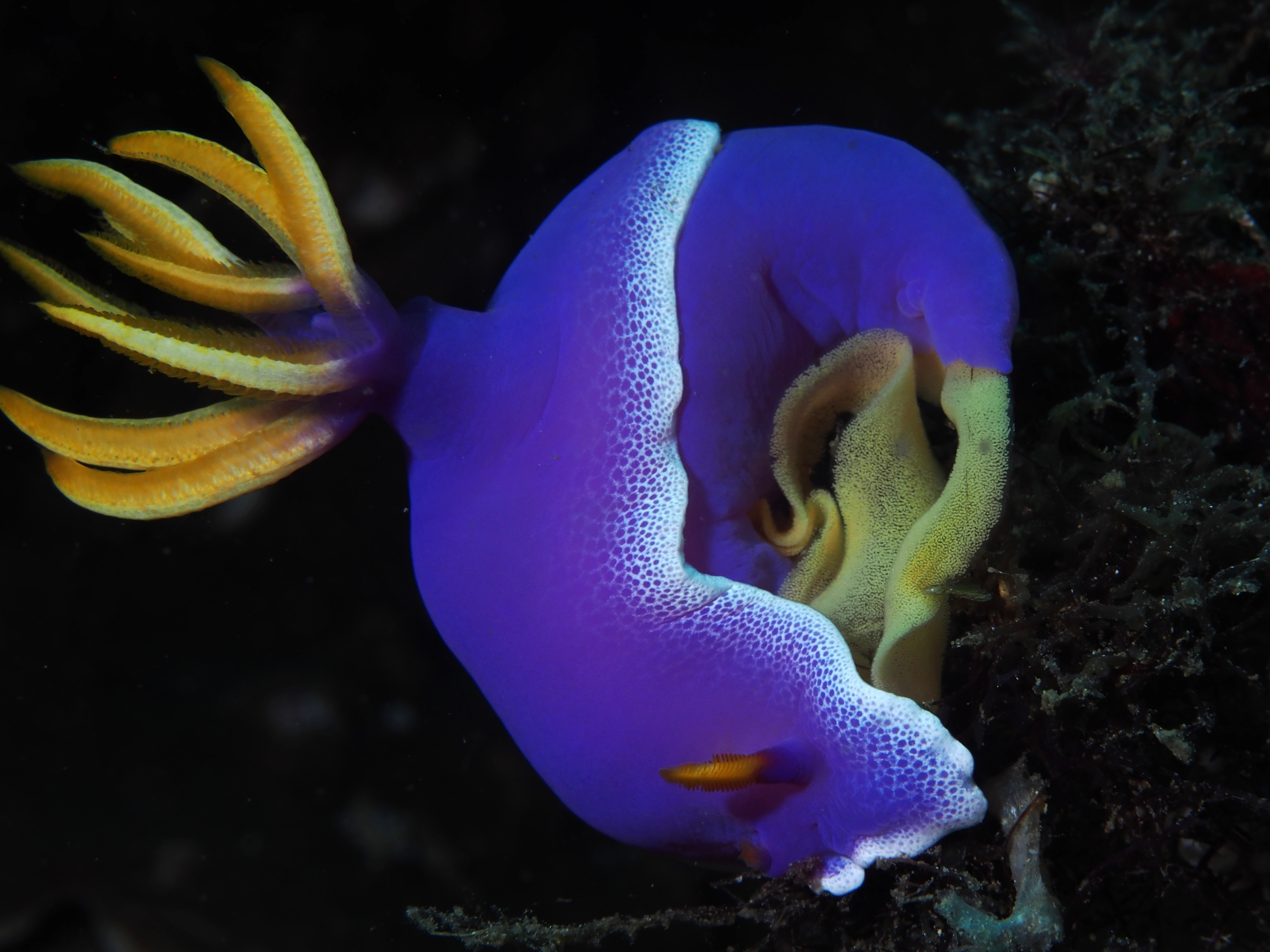
Hypselodoris apolegma
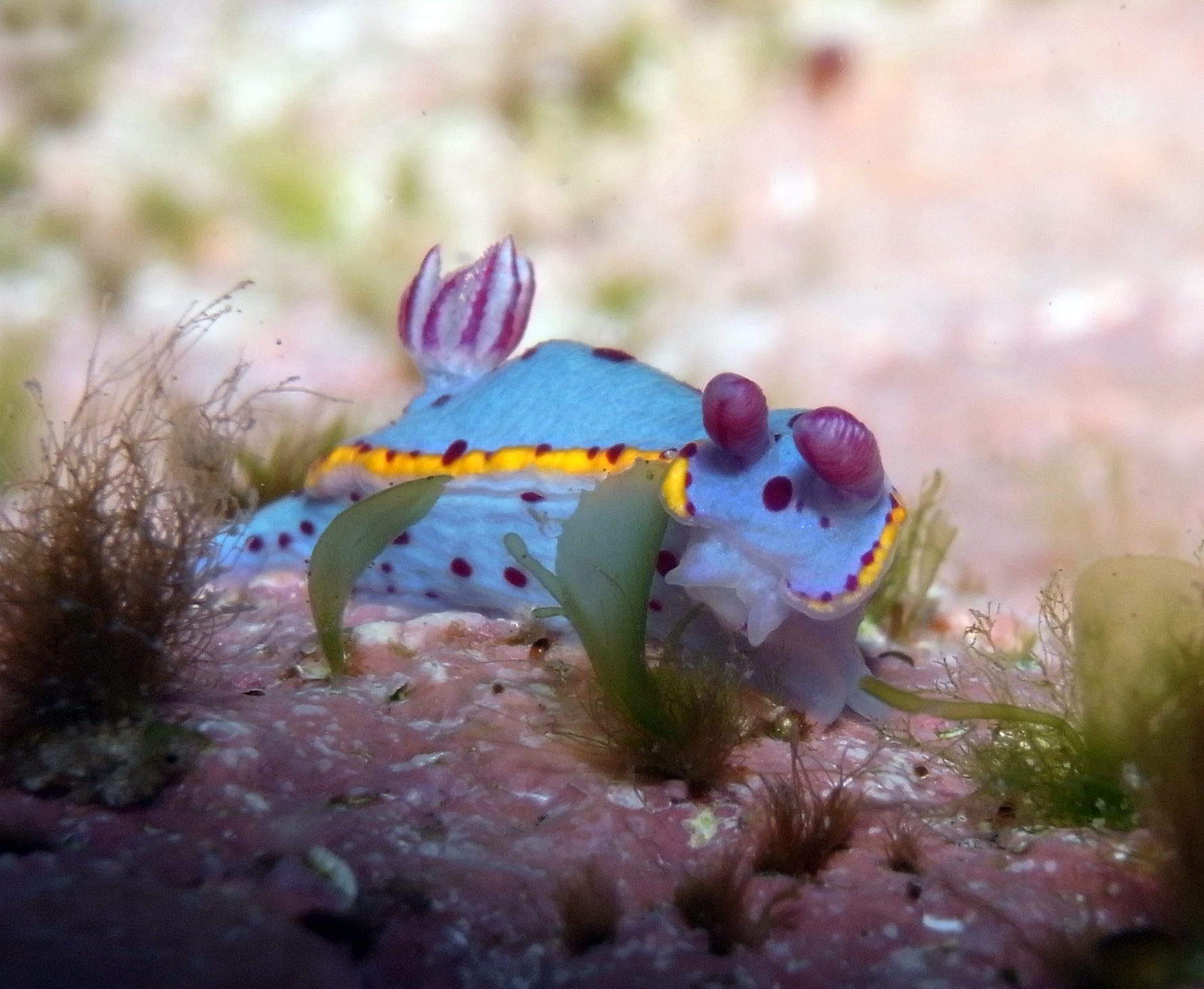
Hypselodoris bennetti
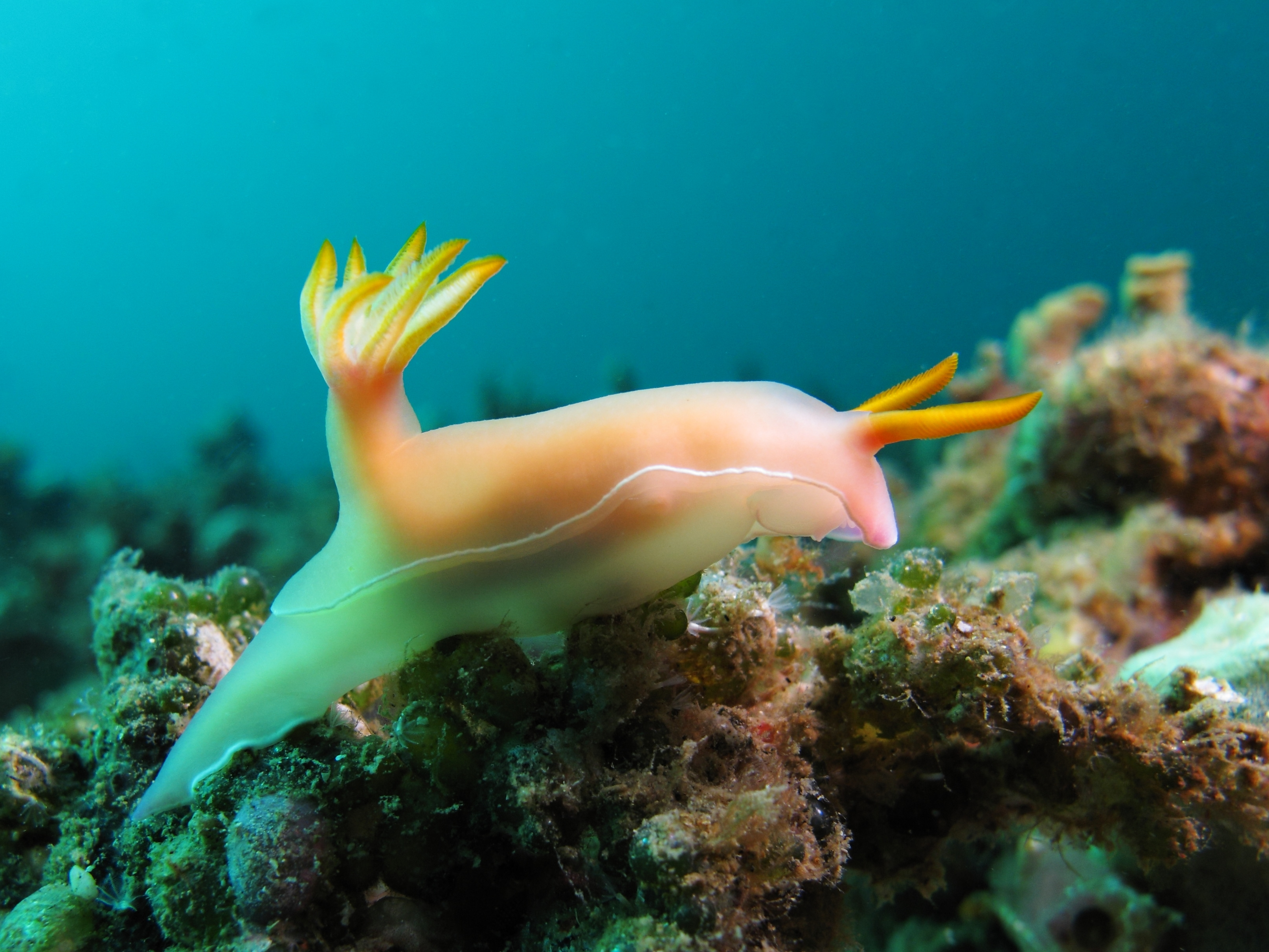
Hypselodoris bullockii
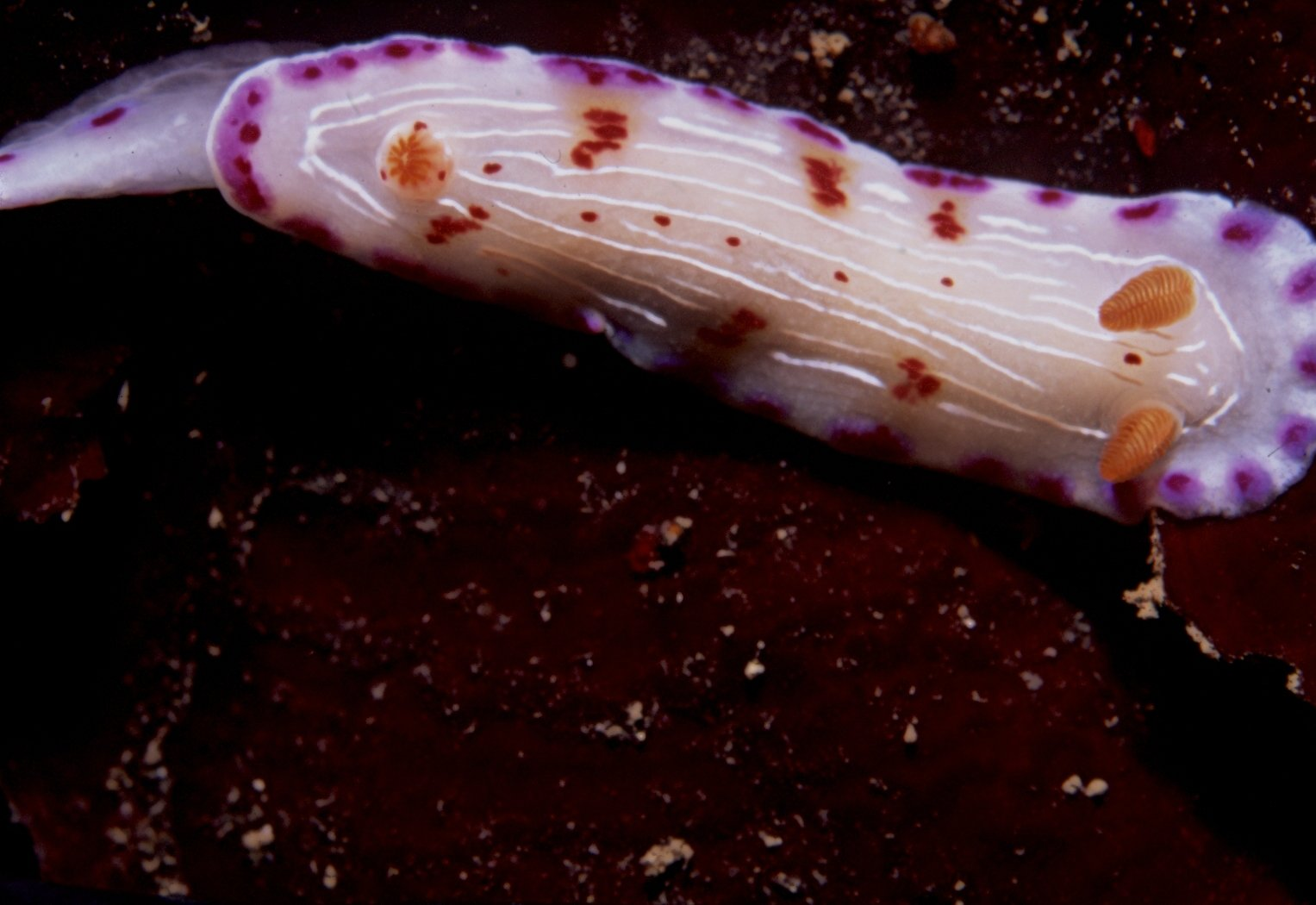
Hypselodoris capensis
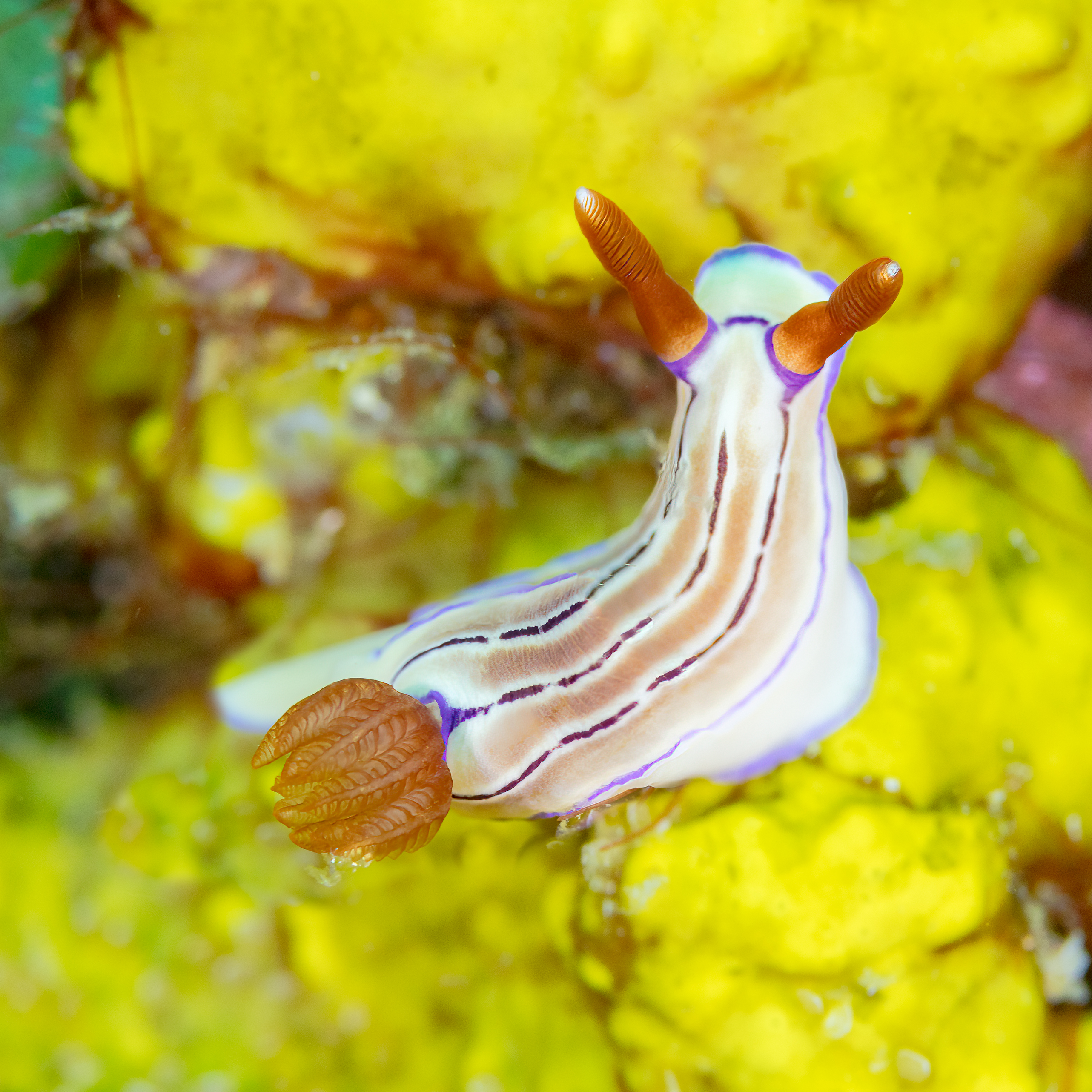
Hypselodoris emma
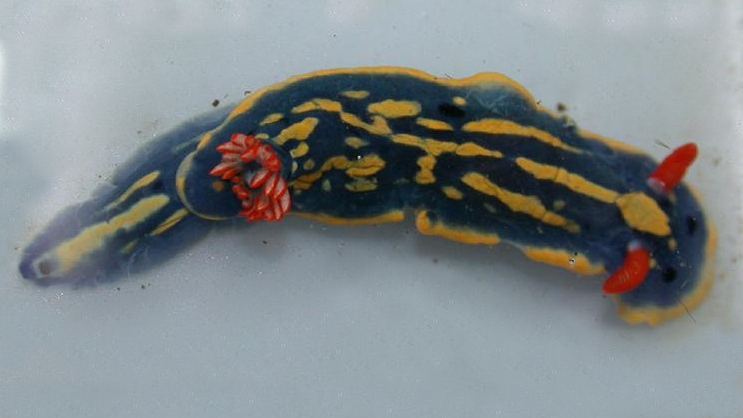
Hypselodoris festiva
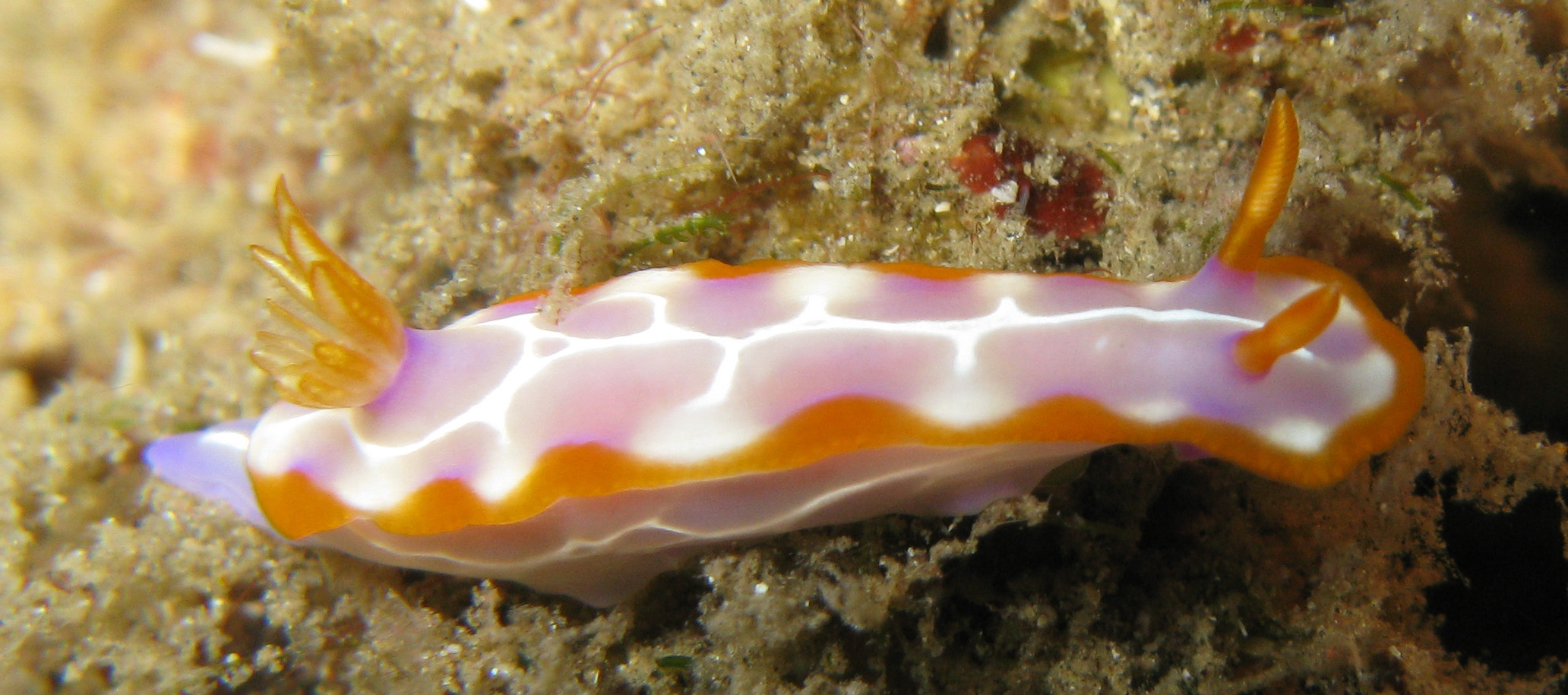
Hypselodoris iacula
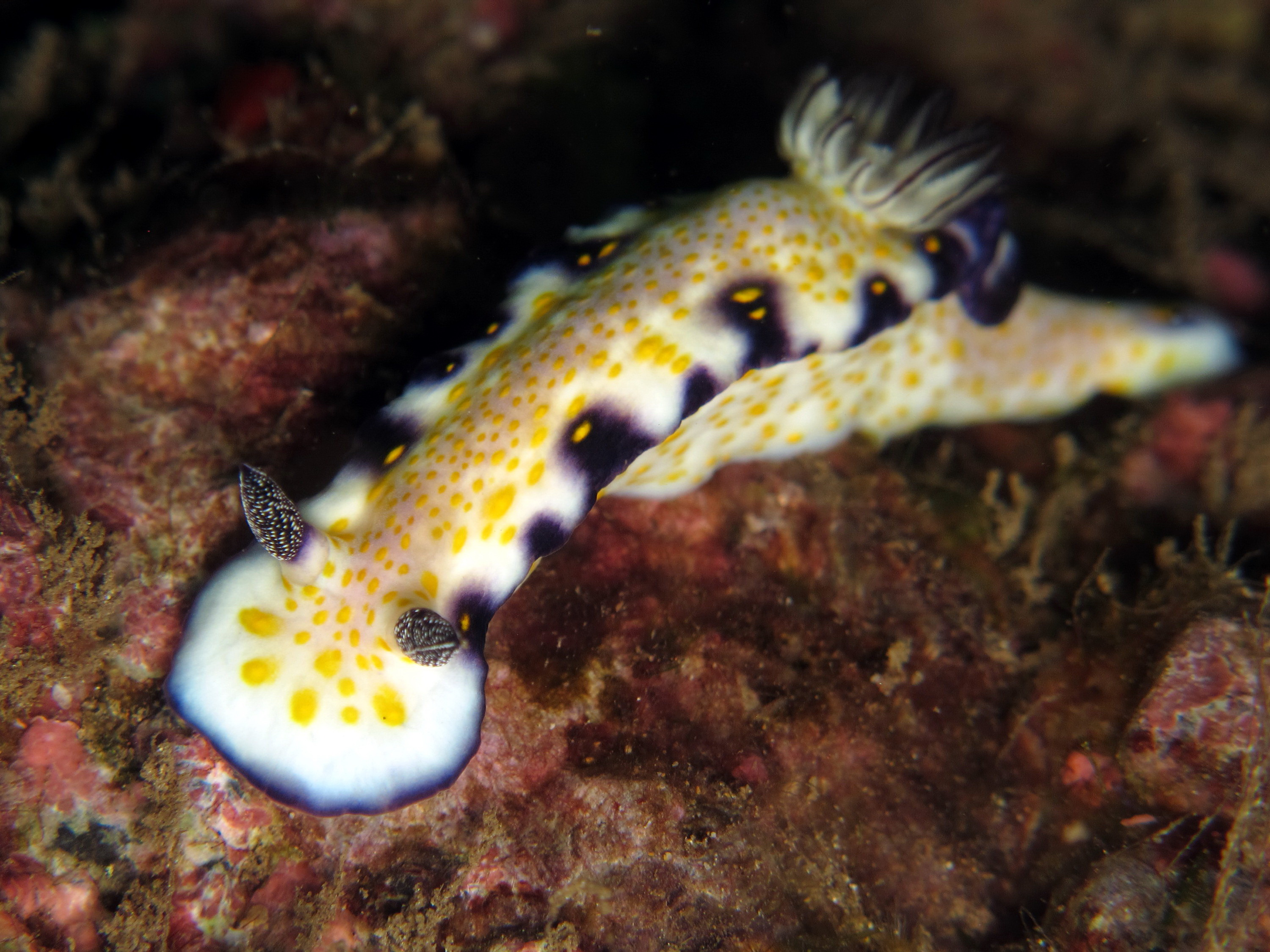
Hypselodoris imperialis
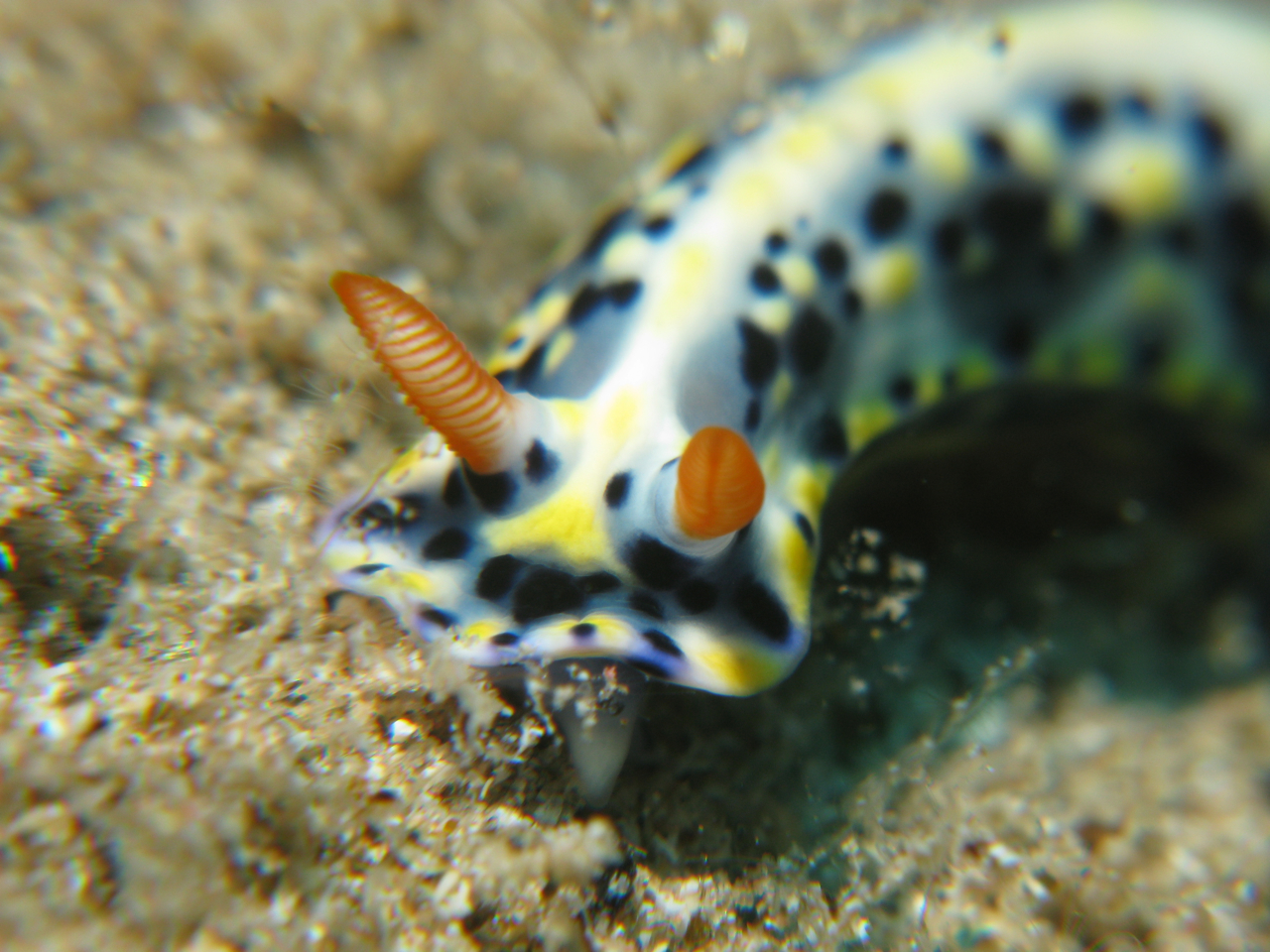
Hypselodoris infucata
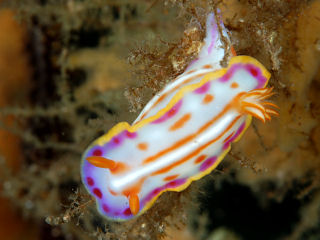
Hypselodoris kaname
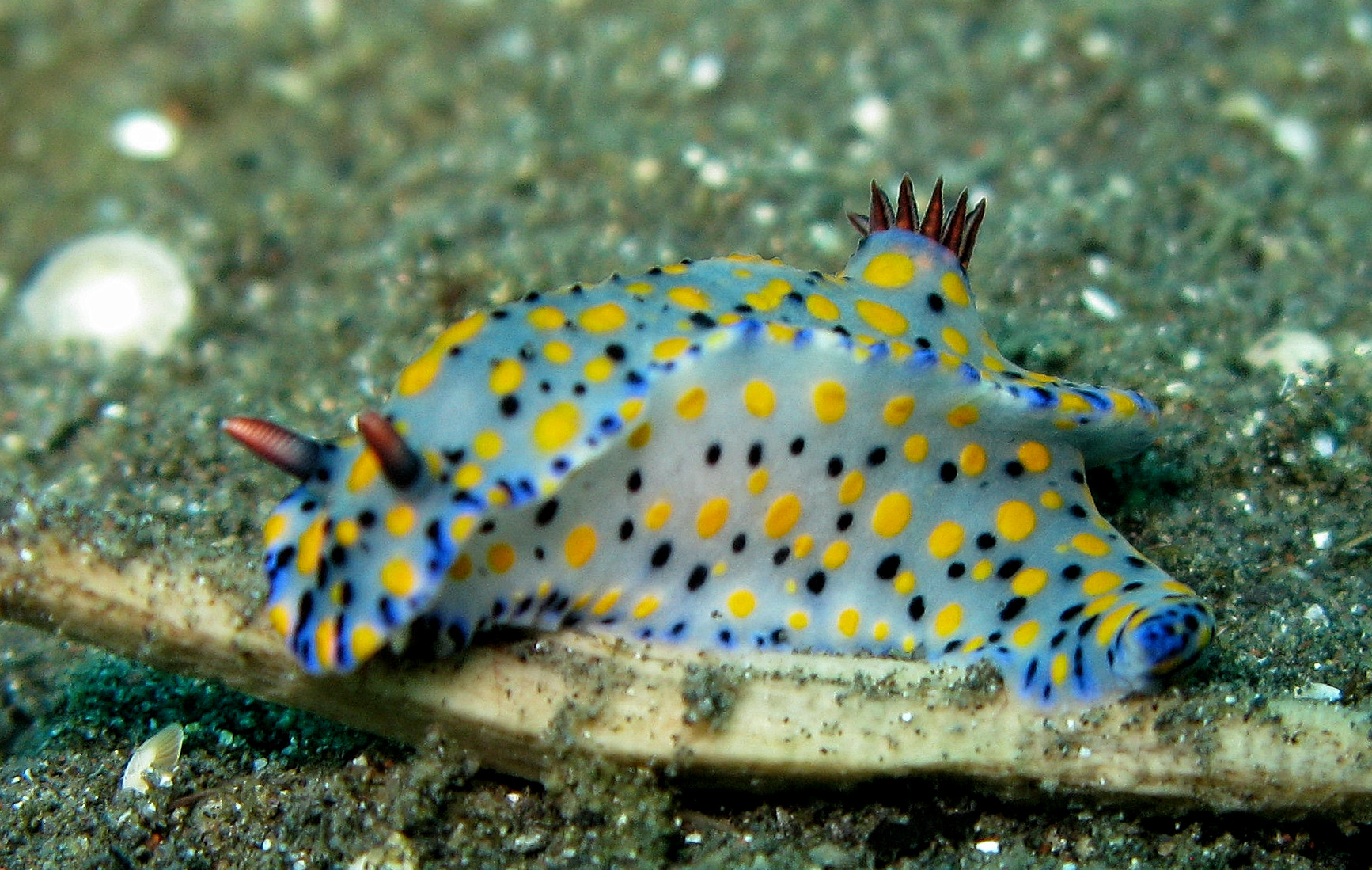
Hypselodoris kanga
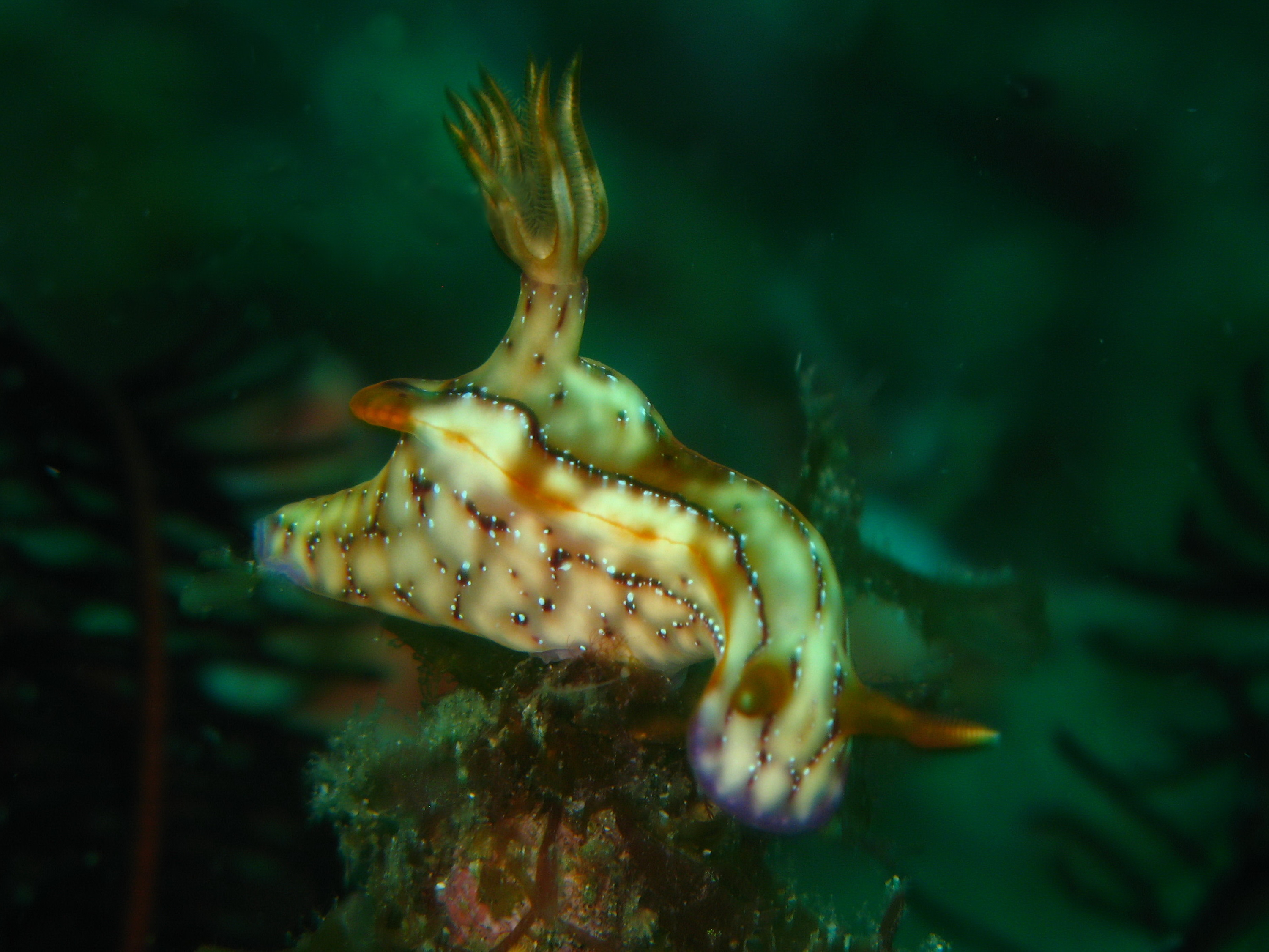
Hypselodoris krakatoa
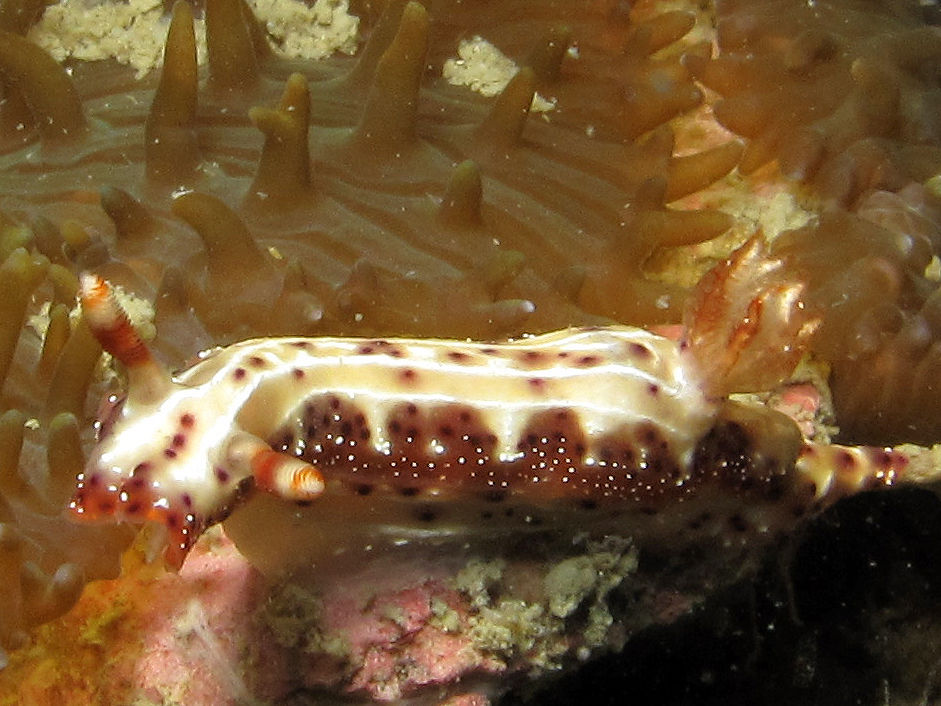
Hypselodoris maculosa
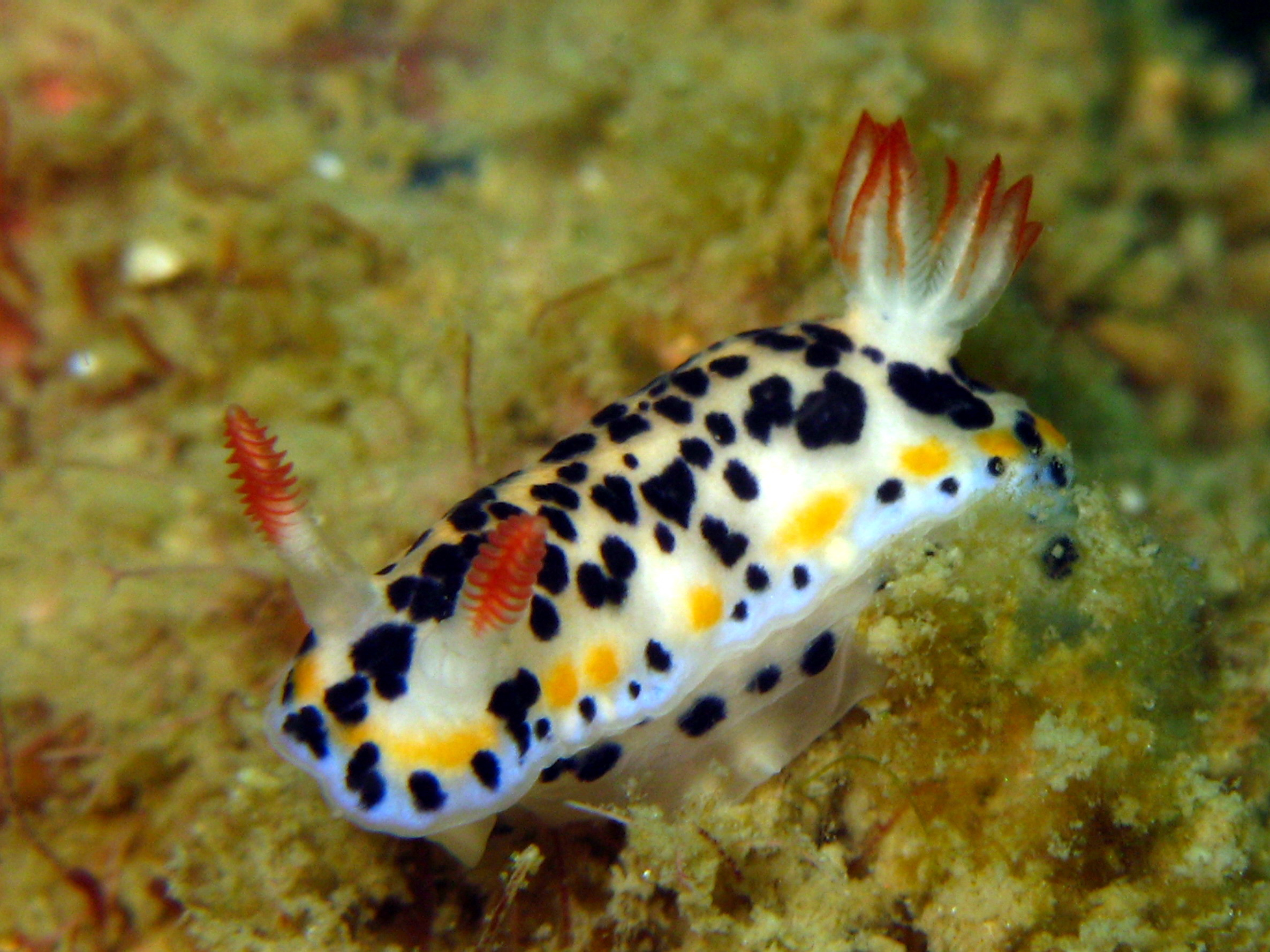
Hypselodoris maritima
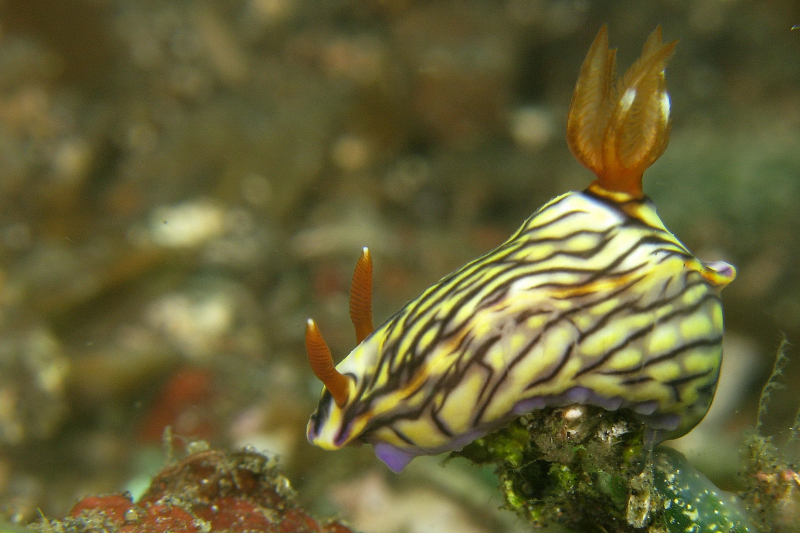
Hypselodoris nigrostriata
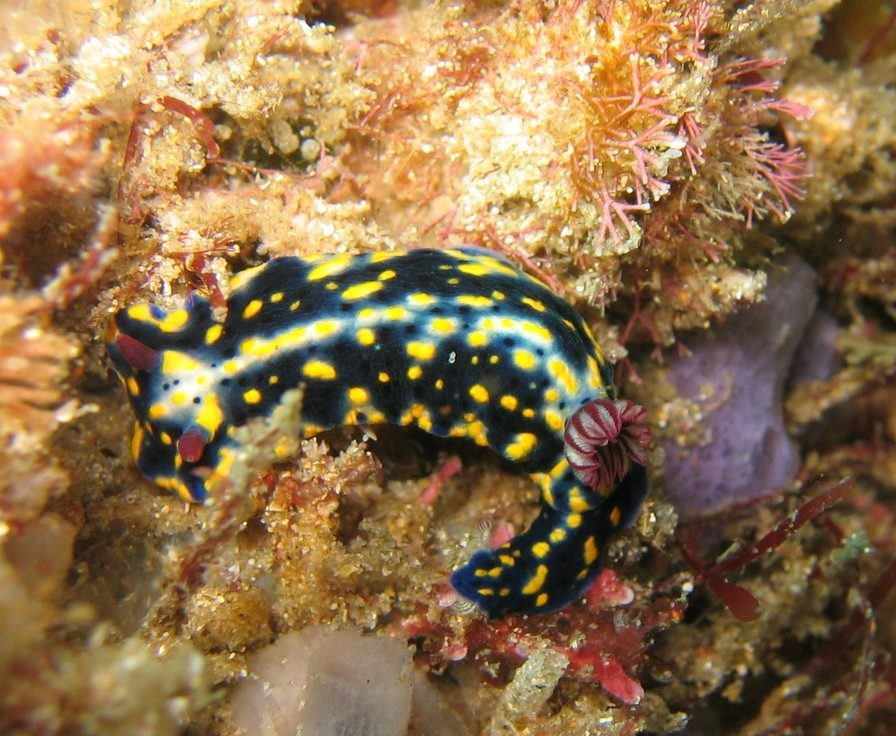
Hypselodoris obscura
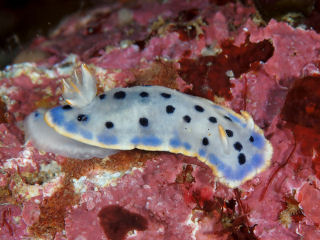
Hypselodoris placida
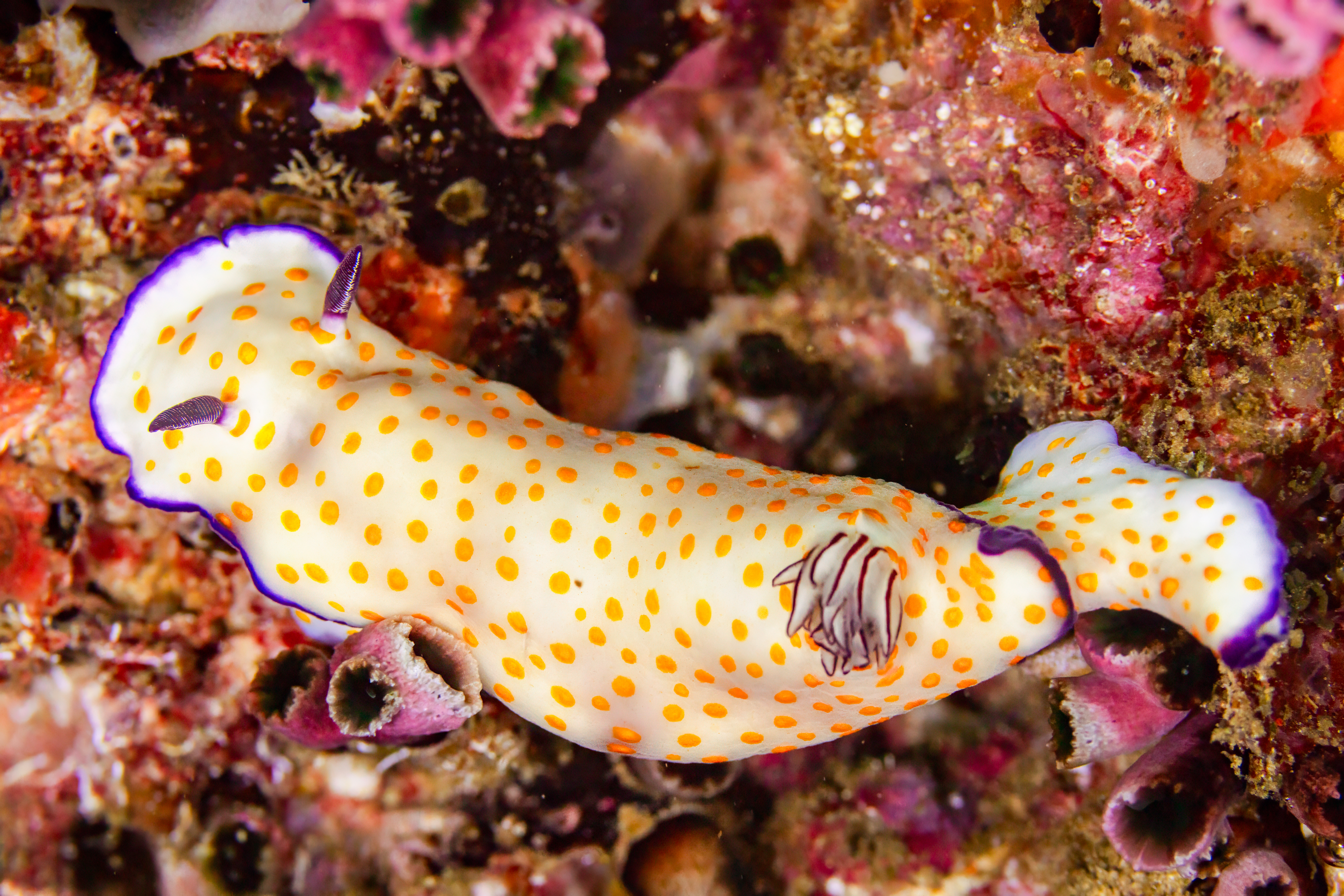
Hypselodoris pulchella
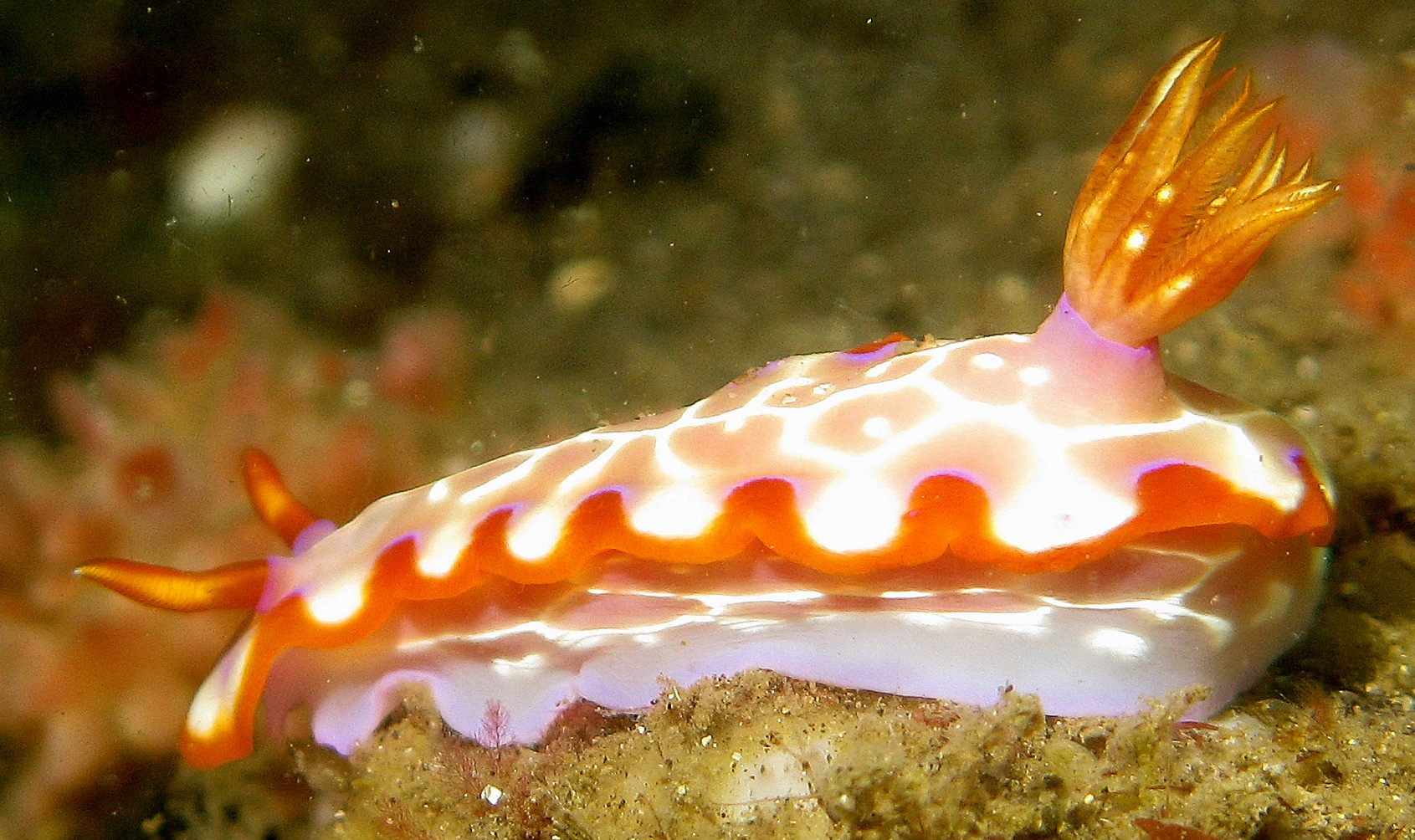
Hypselodoris purpureomaculosa
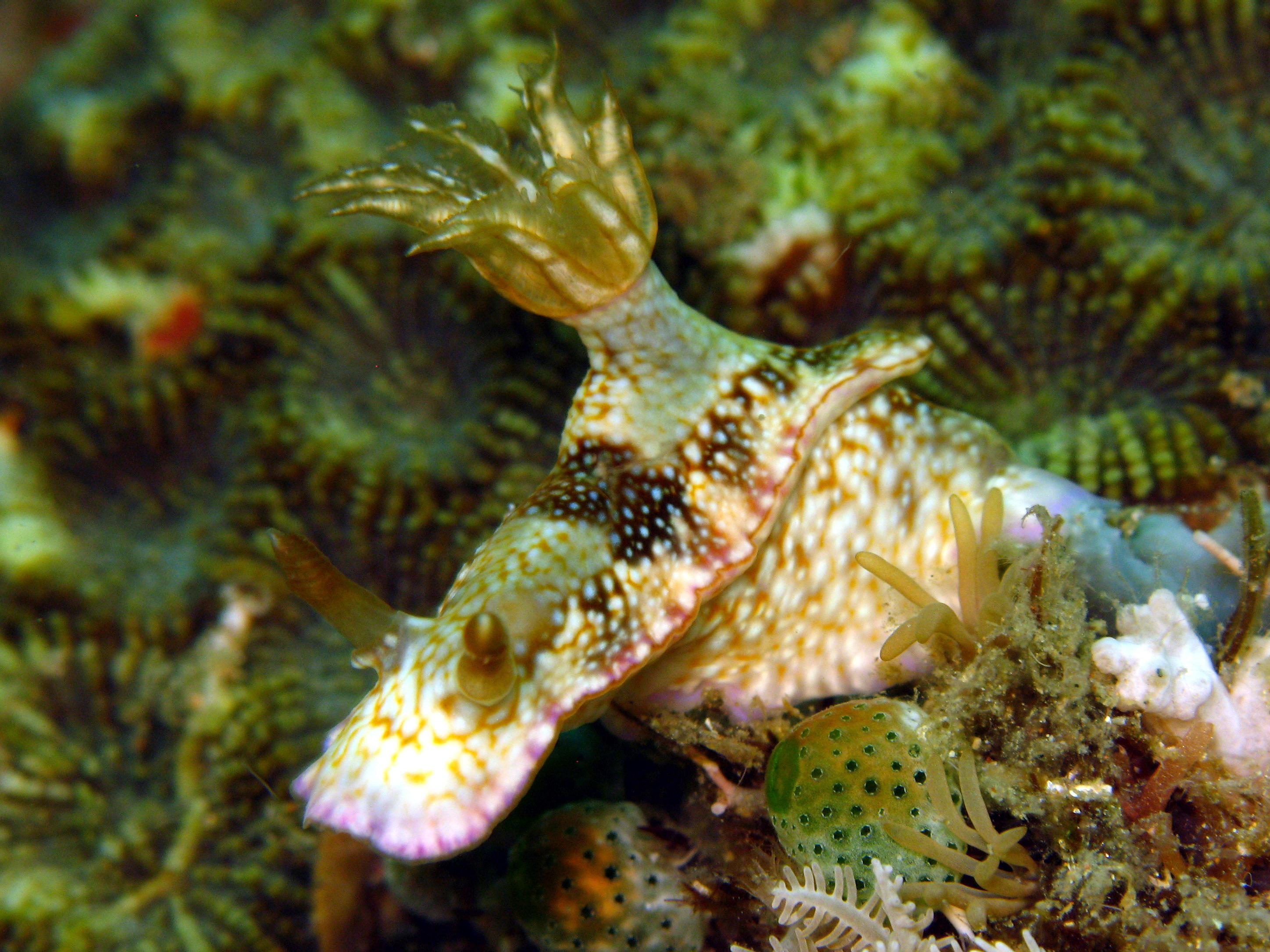
Hypselodoris reidi
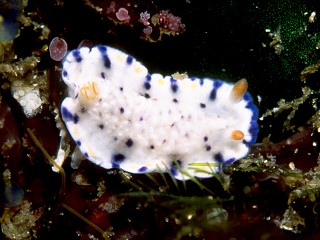
Hypselodoris sagamiensis
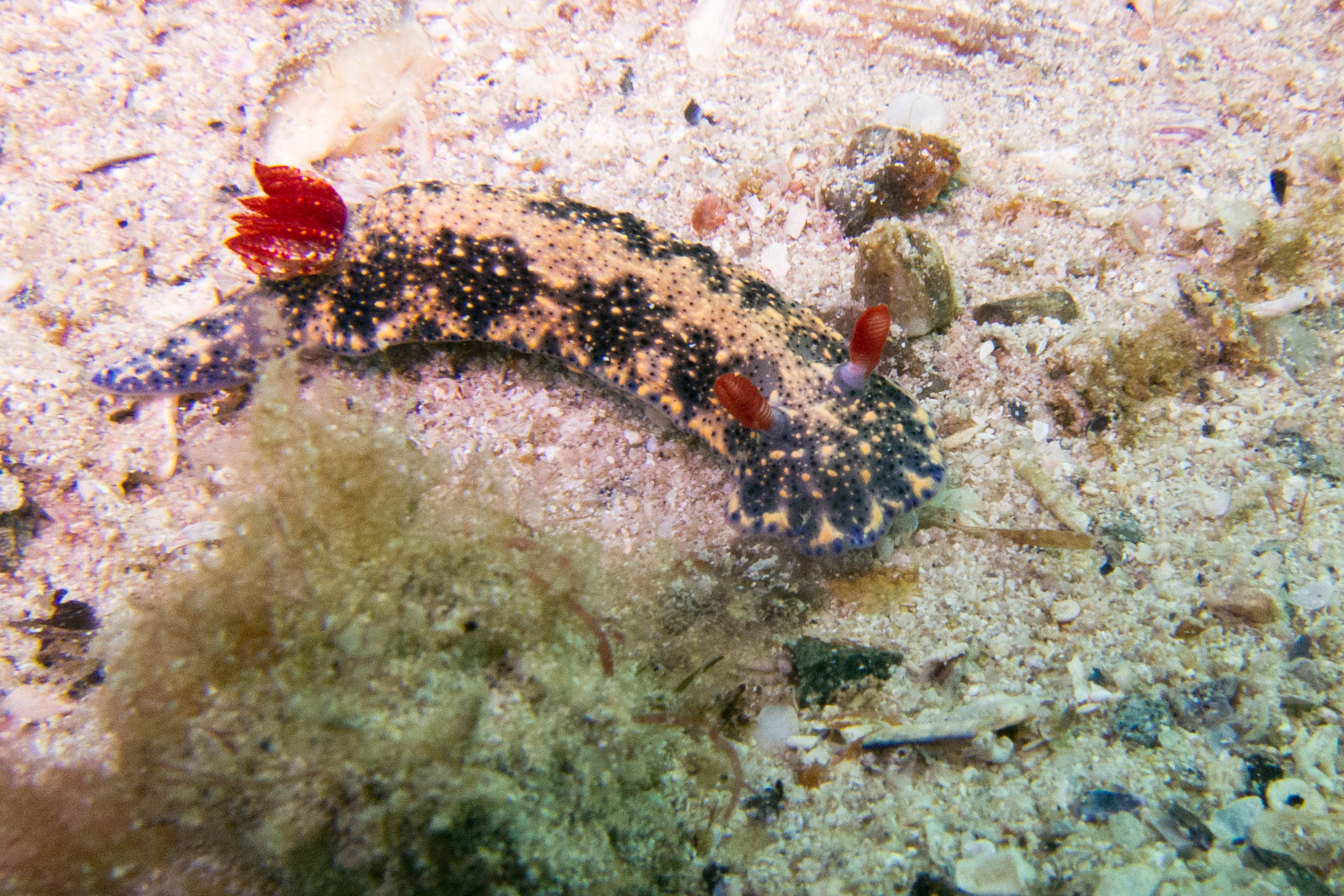
Hypselodoris saintvincentia
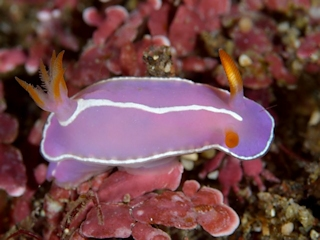
Hypselodoris shimodaensis
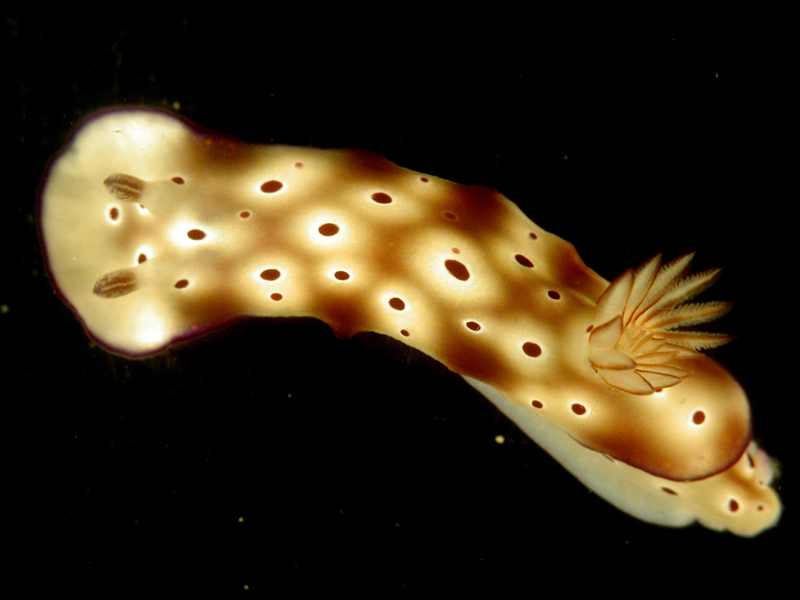
Hypselodoris tryoni
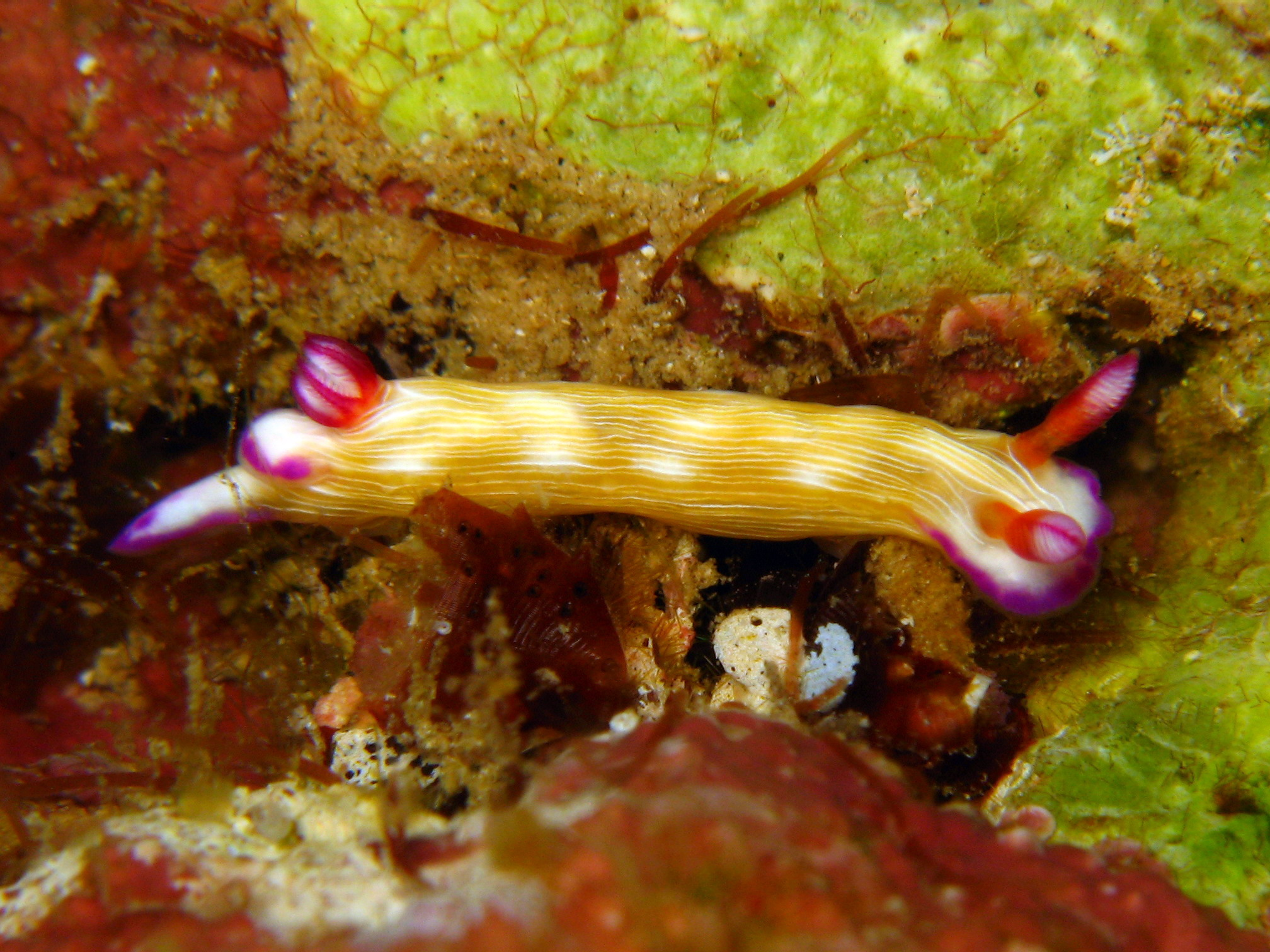
Hypselodoris violabranchia
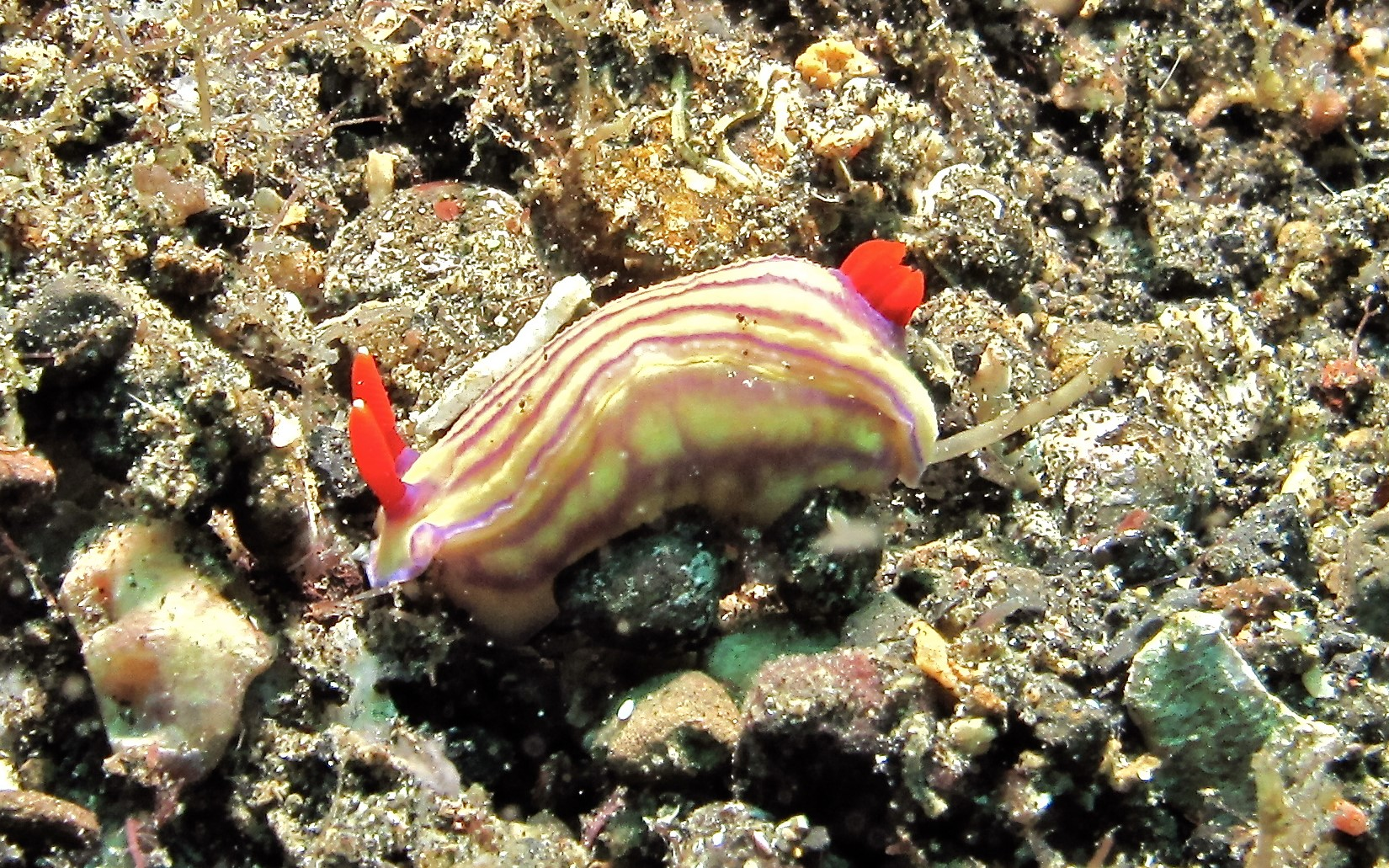
Hypselodoris whitei
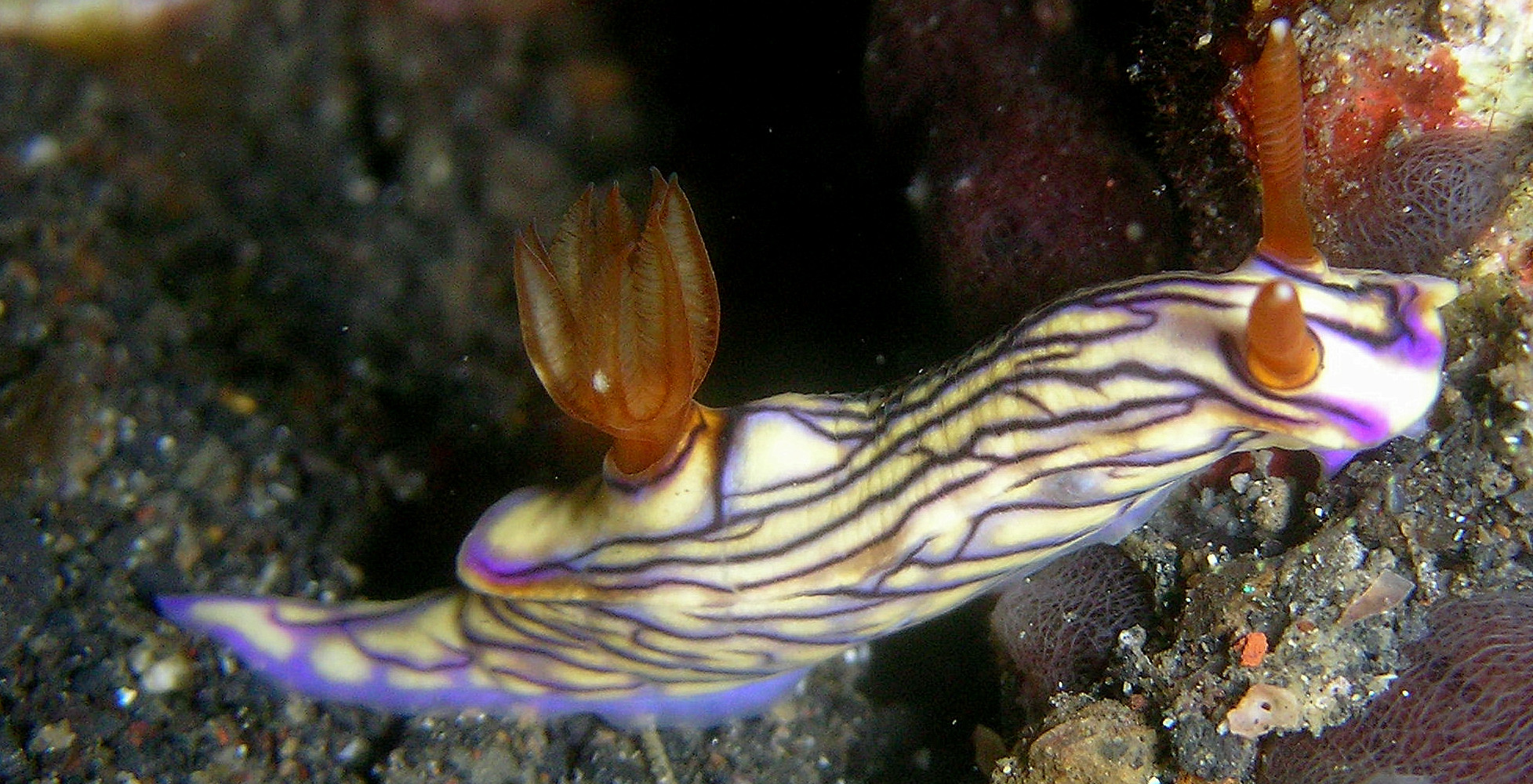
Hypselodoris zephyra

## Taxonomía

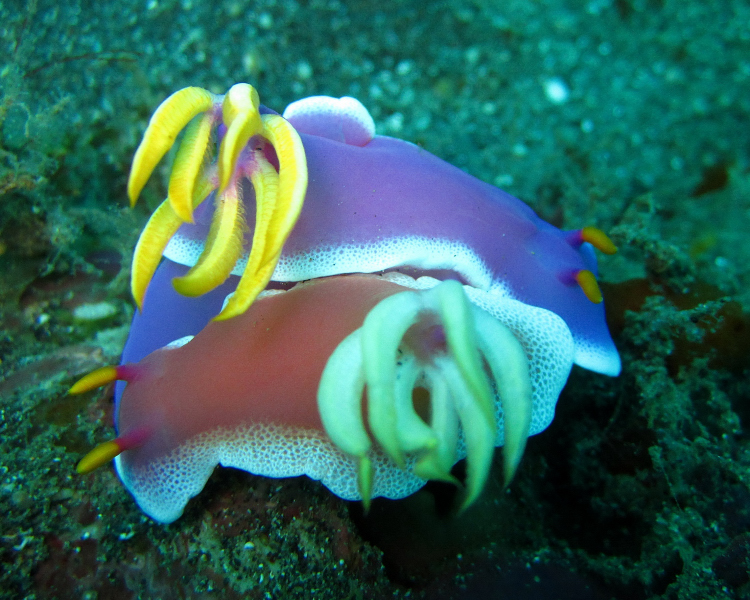
Hypselodoris apolegma copulando

Especies cuyo nombre ha dejado de ser aceptado por sinonimia:
- Hypselodoris acriba Marcus & Marcus, 1967: aceptado como Felimare acriba (Ev. Marcus & Er. Marcus, 1967)
- Hypselodoris aegialia (Bergh, 1904): aceptado como Felimare agassizii (Bergh, 1894)
- Hypselodoris agassizii  (Bergh, 1894): aceptado como Felimare agassizii (Bergh, 1894)
- Hypselodoris bayeri (Ev. Marcus and Er. Marcus, 1967) : aceptado como Felimare bayeri Ev. Marcus & Er. Marcus, 1967
- Hypselodoris bilineata  (Pruvot-Fol, 1953): aceptado como Felimare bilineata (Pruvot-Fol, 1953)
- Hypselodoris californiensis (Bergh, 1879) : aceptado como Felimare californiensis (Bergh, 1879)
- Hypselodoris cantabrica  Bouchet & Ortea, 1980: aceptado como Felimare cantabrica (Bouchet & Ortea, 1980)
- Hypselodoris ciminoi Ortea, Valdes & Garcia-Gomez, 1996: aceptado como Felimare ciminoi (Ortea & Valdés, 1996)
- Hypselodoris coelestis (Deshayes in Fredol, 1865): aceptado como Hypselodoris orsinii (Vérany, 1846)
- Hypselodoris daniellae Kay & Young, 1969: aceptado como Thorunna daniellae (Kay & Young, 1969)
- Hypselodoris decorata (Risbec, 1928) : aceptado como Hypselodoris maculosa (Pease, 1871)
- Hypselodoris edenticulata (White, 1952) aceptado como Felimare picta (Schultz in Philippi, 1836)
- Hypselodoris elegans (Cantraine, 1835): aceptado como Hypselodoris picta (Schultz in Philippi, 1836)
- Hypselodoris epicuria Basedow & Hedley, 1905: aceptado como Chromodoris epicuria (Basedow & Hedley, 1905)
- Hypselodoris espinosai Ortea & Valdes in Ortea, Valdes & Garcia-Gomez, 1996: aceptado como Felimare espinosai (Ortea & Valdés, 1996)
- Hypselodoris festiva (Angas, 1864): aceptado como Mexichromis festiva (Angas, 1864)
- Hypselodoris fontandraui  (Pruvot-Fol, 1951): aceptado como Felimare fontandraui (Pruvot-Fol, 1951)
- Hypselodoris gasconi  Ortea in Ortea, Valdés & García-Gómez, 1996: aceptado como Felimare gasconi (Ortea, 1996)
- Hypselodoris ghiselini  Bertsch, 1978: aceptado como Felimare ghiselini (Bertsch, 1978)
- Hypselodoris godeffroyana (Bergh, 1877): aceptado como Risbecia godeffroyana  (Bergh, 1977)
- Hypselodoris gofasi Ortea & Valdes in Ortea, Valdes & Garcia-Gomez, 1996: aceptado como Felimare gofasi   (Ortea & Valdés, 1996)
- Hypselodoris juliae Dacosta, Padula & Schroedl, 2010: aceptado como Felimare juliae (DaCosta, Padula & Schrödl, 2010)
- Hypselodoris koumacensis Rudman, 1995: aceptado como Hypselodoris kaname Baba, 1994
- Hypselodoris kulonba Burn, 1966: aceptado como Digidentis kulonba (Burn, 1966)
- Hypselodoris lajensis Troncoso, Garcia & Urgorri, 1998: aceptado como Hypselodoris picta lajensis Troncoso, Garcia & Urgorri, 1998
- Hypselodoris lapislazuli  (Bertsch & Ferreira, 1971): aceptado como Felimare lapislazuli (Bertsch & Ferreira, 1974)
- Hypselodoris lilyeveae Alejandrino & Valdes, 2006: aceptado como Felimare lilyeveae (Alejandrino & Valdés, 2006)
- Hypselodoris lineata (Eydoux & Souleyet, 1852): aceptado como Hypselodoris maridadilus Rudman, 1977
- Hypselodoris malacitana  Luque, 1986: aceptado como Felimare malacitana (Luque, 1986)
- Hypselodoris marci  Marcus, 1970: aceptado como Felimare marci (Ev. Marcus, 1971)
- Hypselodoris midatlantica Gosliner, 1990: aceptado como Felimare villafranca (Rissi, 1818)
- Hypselodoris muniainae Ortea & Valdés, 1996 : aceptado como Felimare muniainae (Ortea & Valdés, 1996)
- Hypselodoris muniani Ortea & Valdes in Ortea, Valdes & Garcia-Gomez, 1996: aceptado como Hypselodoris muniainae Ortea & Valdés, 1996: aceptado como Felimare muniainae (Ortea & Valdés, 1996)
- Hypselodoris nyalya (Marcus & Marcus, 1967): aceptado como Risbecia nyalya (Ev. Marcus & Er. Marcus, 1967)
- Hypselodoris olgae  Ortea & Bacallado, 2007: aceptado como Felimare olgae (Ortea & Bacallado, 2007)
- Hypselodoris orsinii (Verany, 1846): aceptado como Felimare orsinii (Vérany, 1846)
- Hypselodoris picta (Schultz, 1836): aceptado como Felimare picta (Schultz in Philippi, 1836)
- Hypselodoris porterae (Cockerell, 1901): aceptado como  Mexichromis porterae (Cockerell, 1901)
- Hypselodoris punicea Rudman, 1995: aceptado como Thorunna punicea Rudman, 1995
- Hypselodoris ruthae  Marcus & Hughes, 1974: aceptado como Felimare ruthae (Ev. Marcus & Hughes, 1974)
- Hypselodoris saintvincentius  (Burn, 1962): aceptado como Hypselodoris saintvincentia Burn, 1962
- Hypselodoris sycilla (Bergh, 1890): aceptado como Felimare sycilla (Bergh, 1890)
- Hypselodoris tema Edmunds, 1981: aceptado como Felimare tema (Edmunds, 1981)
- Hypselodoris tricolor (Cantraine, 1835): aceptado como Felimare tricolor (Cantraine, 1835)
- Hypselodoris valenciennesi (Cantraine, 1841): aceptado como Felimare picta (Schultz in Philippi, 1836)
- Hypselodoris vibrata (Pease, 1860): aceptado como Goniobranchus vibratus (Pease, 1860)
- Hypselodoris villafranca (Risso, 1818): aceptado como Felimare villafranca (Risso, 1818)
- Hypselodoris webbi (D'Orbigny, 1839): aceptado como Hypselodoris picta (Schultz in Philippi, 1836)
- Hypselodoris xicoi Ortea & Valdés, 1996: aceptado como Felimare xicoi (Ortea & Valdés, 1996)
- Hypselodoris zebra (Heilprin, 1889): aceptado como Felimare zebra (Heilprin, 1889)